# ایلانا گیولای-دریممی-جنی
ایلانا گیولای-دریممی-جنی (انگلیسی: Ileana Gyulai-Drîmbă-Jenei; ۱۲ ژوئن ۱۹۴۶ – ۲۵ اوت ۲۰۲۱) ورزشکار شمشیربازی اهل رومانی بود.
وی در مسابقات کشوری و بین‌المللی در مجموع برندهٔ ۱ مدال طلا، ۳ مدال نقره، ۵ مدال برنز شده‌است.